# Mustafa IV.

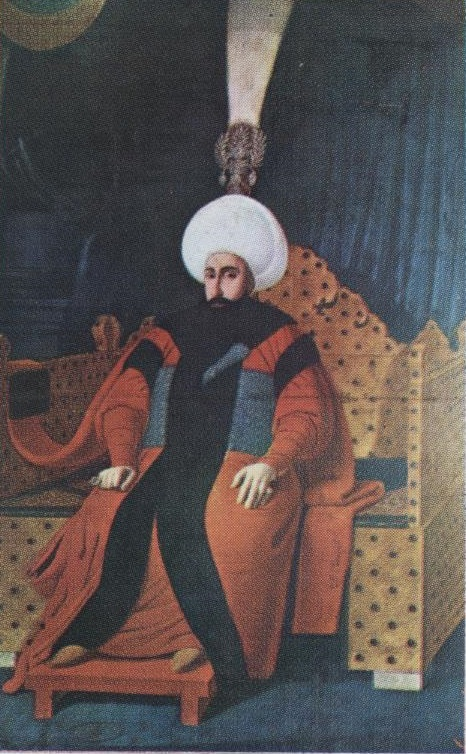
Mustafa IV.

Tughra von Mustafa IV.

Mustafa IV. (geboren 8. September 1779 in Konstantinopel, heute Istanbul; gestorben 17. November 1808 ebenda) war von 1807 bis 1808 Sultan des Osmanischen Reiches. Nach der Absetzung von Selim III. wurde er 1807 von den Gegnern von dessen Reformpolitik zum Sultan erhoben. Nur ein Jahr später wurde er selbst abgesetzt und durch Mahmud II. ersetzt, der ihn im Verlauf eines weiteren Aufstandes töten ließ.

## Leben
Mustafa war der Sohn von Abdülhamid I. und der Mutter Ayse Sineperver Valide Sultan.
Er unterstützte die Janitscharen bei deren Revolte gegen die Reformversuche seines Cousins Selim III., die ihn daraufhin am 29. Mai 1807 als Sultan einsetzten. Selim III. wurde gefangen gesetzt, während seine Reformen aufgehoben wurden. Die nach westlichem Muster ausgebildete Armee wurde entlassen, viele Anhänger der Reformpolitik wurden getötet. Einige flüchteten nach Rustschuk, wo der Reformanhänger Alemdar Mustafa Pascha ihnen Schutz gewährte.
Diese Entwicklung fand statt auch vor dem Hintergrund des 1806 ausgebrochenen Russisch-Türkischen Krieges. Die Osmanen waren dabei sowohl zu Lande wie auch zur See den Russen unterlegen. Im Jahr 1808 wurde ein Waffenstillstand geschlossen.
Der Waffenstillstand gab Alemdar Mustafa Pascha Gelegenheit, gegen Mustafa IV. vorzugehen. Er sammelte eine Armee mit 40.000 Mann und marschierte 1808 auf die Hauptstadt, um Selim wieder als Sultan einzusetzen.
Während der Belagerung des Palastes ordnete Mustafa IV. die Tötung von Selim und seinem Bruder Mahmud an. Diese waren neben ihm selbst die einzigen lebenden männlichen Angehörigen des Hauses Osman. Während Selim getötet wurde, konnte Mahmud entkommen.
Mustafa IV. wurde von den letztlich siegreichen Belagerern abgesetzt. Mustafa Pascha wurde Großwesir und errichtete ein diktatorisches Regime im Namen Mahmuds II. Er setzte die Reformen fort und war bestrebt eine Einigung zwischen der Zentralregierung und den Beherrschern der Provinzen herbeizuführen.
Gegen die Diktatur kam es im November 1808 zu einer Revolte der Janitscharen und der Einwohner von Istanbul. Im Verlauf des Aufstandes wurde der Palast erneut belagert. In dieser Situation ließ Mahmud II. seinen Vorgänger Mustafa IV. ermorden. Der in der Hohen Pforte eingeschlossene Großwesir befand sich in einer aussichtslosen Lage und ließ sich mit seinen Anhängern in die Luft sprengen.